# سكتة دماغية وليدية
السكتة الدماغية الوليدية (بالإنجليزية: neonatal stroke) تشبه الجلطة التي تحدث للبالغين والتي تعرف بأنها اضطراب امداد الدم للمخ في أول 28 يوم من العمر؛ هذا الوصف يشمل الأحداث الناتجة من انسداد الأوعية الدموية ونقص الدم للدماغ.
تحدث كل 1 من 4000 مولود أثبتت الدراسات أن خفض درجة الحرارة علاج مفيد جدا للسكتة الدماغية خصوصا إذا تم استخدام بعض الأدوية الأخرى.
السكتة الدماغية قد تؤدي الي شلل دماغي، صعوبات في التعلم والعديد من الاعاقات، يفتقر مرض السكتة الدماغية لإجراء التجارب الأكلينيكيه ولكن بعض الأبحاث الحديثة تجري على زرع الخلايا الجذعية العصبية والخلايا الجذعية في الحبل السري كعلاج ولكن لم يتضح بعد مدى نجاح هذا العلاج.

## الخصائص
الجلطة الدماغية في حديثي الولادة تحدث في أول 28 يوم من العمر، 80%من الجلطات الدماغية ischemic (ناتجة من نقص الدم الواصل للخلايا)، واعراضها متعددة مما يجعل تشخيصها صعب، العرض الأكثر شيوعا هو التشنجات الجزئية أو الكلية وهناك أعراض أُخرى مثل توقف التنفس، الشلل النصفي، البلادة، نقص توتر العضلات.
السكتة الدماغية تعتبر السبب في 10%من التشنجات في حديثي الولادة.

## عوامل الخطر
العديد من عوامل الخطر تلعب دور في السكتة الدماغية، بعض الاضطرابات لدي الآن يمكن ان تساهم في احداث الجلطة الدناغية للمولود منها: امراض المناعة، اضطرابات في تخثر الدم، الكوكايين، امراض القلب الوراثية،مرض السكري، اضطرابات في المشيمة، انفجار المشيمة، عدوي ف المشيمة، نقص عامل 8 وعدوي ف الجهاز العصبي

## الآليه
السكتة الدماغية تعجل موت الخلايا عن طريق النخر (necrosis) والاستماتة (apoptosis)، تعتمد اعراضها علي المنطقة التي تأثرت من الدماغ وقوة السكتة الدماغية، الفيزيولوجيا المرضية للسكتة الدماغية تشمل انسداد الأوعية الدموية، تكسر الجلطات الكبيرة كما ان الاستماتة قد تؤدي الي امراض نقص التروية الدماغية، حيث انه يحدث موت مبرمج لعدد كبير من الخلايا وبالتالي حدوث استسقاء وتطلق الميتوكوندريا عناصر مثل السيتوكروم والتي تحفز مسارات الcasabase dependant و independant
التلف الذي يحدث في خلايا الدماغ يمكن ان يحدث نتيجة زيادة إنتاج الاكسجين من الخلايا الدبقية الصغيرة (الخلايا الدبقية هي خلايا مسئولة عن المناعة ف المخ)
ولاحظ العالم alberi الضمور التدريجي في نصف المخ المقابل لمكان السكتة في خلال 3 أسابيع واستنتج من ذلك ان السكتة الدماغية لها تأثير بعيد المدي علي كفاءة الدماغ.

## التشخيص
السكتة الدماغية تحدث في حوالي 1 من كل 4000 مولود؛ أول اعراضها هي التشنجات وتشخيصها يتم في أول 36 ساعة من بداية السكتة الدماغية بسبب الفترة الزمنية الفاصلة بين حدوث السكنة وظهور الأعراض ويمكن تأكيد التشخيص باستخدام تقنيات التصوير العصبي مثل الأشعة الفوق بنفسجية والدوبلر والتصوير المقطعي

## الوقاية
تشير بعض الابحاث الي ان اعطاء الأمهات كبريتات الماغنسيوم قبل الولادة يقلل من خطر الإصابة بالشلل الدماغي ولكنه لا يمكن اعطاء كل الامهات الحوامل هذا الدواء بشكل روتيني خوفا من اعراضه الجانبيه بحيث انه لا يمكن اعطاءه للام الا إذا تم التأكد كن ان جنينها معرض بدرجه كبيرة للاصابه بالسكتة الدماغية. في الشهور الأولى من الولادة يمكن ان تتحسن البيئة العصبية للأطفال العرضي للإصابة ب السكتة الدماغية عن طريق تحسين نمو محاور الخلية العصبية والتشعبات العصبية وتحفيز تكوين الميالين علي المحاور العصبية وذلك بحقن عوامل نمو عصبية محفزة
يمكنها عبور الحاجز الدموي الدماغي

## العلاج
لا يزال العلاج يثير جدلا في ما يتعلق بنسبة الاستفادة الي المخاطر الناتجة من العلاج والذي يختلف تماما عن علاج السكتة الدماغية ف البالغين.
خفض درجة الحرارة العلاجي.
لقد نجح خفض درجة حرارة الرأس أو الجيم كله في غضون 6 ساعات من الولادة ولمدة 72 ساعة في في تقلبل نسبة الوفاة والاعاقات العصبية، هذا العلاج لا يحمي تماما المصابين من تأثيرها علي الدماغ وخصوصا في الحالات الشديدة وإضافة بعض الادوية الي هذه الطريقة يحسن من النتائج.
علاجات اخري
لقد نجح استخدام ال urokinase في علاج حديثي الولادة المصابين بجلطة الأورطي ولكم مخاطر النزيف الناتجة من استخدام الادوية المذيبة للجلطات لا يزال مجهول حيث تم استخدام الهيبارين والادوية المضادة للتخسر في علاج جلطة ال cerebro venous sinus thrombosis من اجل تقليل امتداد الجلطة وعدم حدوثها.

## معدلات الشفاء
هناك مليون طفل يعاني من الشلل الدماغي من اجمالي الحالات التي تنجو من السكتة الدماغية بالإضافة إلى وجود صعوبات بالتعلم وإعاقات أُخرى ويوصف المرض بانه بعدم التحكم في حركة الجسم وبعض العيوب العصبية مثل الشلل النصفي وفقد الإحساس النصفي.